# Bostrychus strigogenys
Bostrychus strigogenys är en fiskart som beskrevs av Nichols, 1937. Bostrychus strigogenys ingår i släktet Bostrychus och familjen Eleotridae. Inga underarter finns listade.